# Тайны Салфер-Спрингс
«Тайны Салфер-Спрингс» или «Тайны серных источников» (англ. Secrets of Sulphur Springs) — американский научно-фантастический и мистический сериал, вышедший 15 января 2021 года на канале "Дисней". В апреле 2021 года сериал продлён  на второй сезон , в феврале 2022 года было объявлено о продлении сериала на 3-й сезон.

## Сюжет
Первый сезон
Действие происходит в вымышленном городке Салфер-Спрингс, штат Индиана.
Главный герой — 12-летний мальчишка по имени Гриффин Кэмпбелл. Его отец неожиданно оставляет работу в Чикаго, покупает заброшенный отель в городке, с которым связаны его непростые детские воспоминания, и перевозит туда семью, мечтая вернуть отелю Тремонт былую популярность. В школе Гриффин узнает, что их новый дом пользуется дурной славой: все вокруг уверены, будто там обитает привидение девочки Саванны, пропавшей из детского лагеря неподалеку 30 лет назад. Вскоре Гриффин и его школьная подруга Харпер обнаруживают портал в прошлое. Пока они путешествуют во времени, младшие дети Кэмпбеллов увлеченно охотятся за призраками. Да и взрослым скучать не приходится: у них немало своих тайн.

## В ролях

### Основной состав
- Престон Оливер — Гриффин Кэмпбелл, главный герой;
- Кайли Кёрран — Харпер Мари Данн, новая школьная подруга и единомышленница Гриффина; Дейзи Тремонт, прапрабабушка Харпер, очень на нее похожая.
- Эль Грэм — Саванна Диллон, девочка, таинственным образом исчезнувшая из лагеря 30 лет назад;
- Мадлен МакГроу — Зои Кэмпбелл, младшая сестра Гриффина, близнец Уайатта;
- Лэндон Гордон — Уайатт Кэмпбелл, младший брат Гриффина, близнец Зои;
- Келли Фрай — Сара Кэмпбелл, мама Гриффина.
- Джош Браатен — Беннет (Бен) Кэмпбелл-мл., отец семейства;
  - Джейк Мелроуз — Бен в детстве;
- Диандра Лайл — Джессика (Джесс) Данн, мама Харпер.
  - Изабелла Роуз — Джесс в детстве.

### Роли второго плана
- Брайант Тарди — Тофер Данн, младший брат Харпер; (1 сезон)
  - Джохари Вашингтон (2,3 сезон)
- Джим Глисон — Беннет Кэмпбелл-ст., отец Беннета Кэмпбелла-мл., дедушка Гриффина и близнецов;
- Трина ЛаФарг — Бэкки, вожатая лагеря Тремонт;
- Шерри Марина — Миссис Дуглас, учительница средней школы Салфер-Спрингс.

## Сезоны
| Сезон | Сезон | Эпизоды | Оригинальная дата показа | Оригинальная дата показа |
| Сезон | Сезон | Эпизоды | Премьера сезона          | Финал сезона             |
| ----- | ----- | ------- | ------------------------ | ------------------------ |
|       | 1     | 11      | 15 января 2021           | 12 марта 2021            |
|       | 2     | 8       | 14 января 2022           | 25 февраля 2022          |
|       | 3     | 8       | 25 марта 2023            | 05 мая 2023              |

## Список эпизодов

### Сезон 1 (2021)
| № общий | № в сезоне | Название                                                                 | Режиссёр           | Автор сценария     | Дата премьеры   |
| --- | ---------- | ------------------------------------------------------------------------ | ------------------ | ------------------ | --------------- |
| 1 | 1          | «Когда-то давно» «Once Upon A Time»                                      | Дженнифер Фанг     | Трейси Томсон      | 15 января 2021  |
| Гриффин Кэмпбел с родителями, братом и сестрой переезжают из Чикаго в городишко Салфер-Спрингс. Его отец Беннет жил здесь в детстве, отдыхал в местном лагере и теперь вложил все деньги в покупку заброшенного отеля Тремонт. Гриффин идет в новую школу, где узнает, что в их отеле якобы обитает привидение пропавшей девочки Саванны. У него появляется подруга — одноклассница Харпер, одержимая легендой о призраке. Гриффин приглашает новую знакомую в гости, они исследуют отель и обнаруживают в подвале таинственную дверь. Похоже, та ведет в бомбоубежище... Пройдя по подземному переходу, дети обнаруживают портал, позволяющий вернуться на 30 лет в прошлое. |            |                                                                          |                    |                    |                 |
| 2 | 2          | «Однажды в прошлом» «Somewhere In Time»                                  | Фред Гербер        | Трейси Томсон      | 15 января 2021  |
| Гриффин и Харпер возвращаются в свое время. За Харпер приезжают мать и брат. Джесс, мама Харпер, против того, чтобы ее дочь дружила с Гриффином и бывала в Тремонте — она верит, что это место проклято, и явно таит обиду на Беннета. Близнецы и напуганы, и заинтригованы легендами о привидении. Они пытаются поговорить об этом с родителями, но те и слушать не хотят. Гриффин и Харпер вновь тайком пробираются во временной портал и выслеживат Саванну. Но не успевают к ней подойти, как девочку что-то пугает до крика... |            |                                                                          |                    |                    |                 |
| 3 | 3          | «Путешествие во времени» «Straight Outta Time»                           | Фред Гербер        | Чарльз Прэтт-мл.   | 15 января 2021  |
| Гриффин и Харпер знакомятся с Саванной и молодым Беном (будущим отцом Гриффина), представляются как "Гарри и Гермиона" и принимают участие в их шалостях — но им вновь пора домой, в свое время. На следующий день отец Гриффина ломает стену в отеле и обнаруживает за ней тайную комнату, похожую на заброшенную радиорубку. Из проигрывателя несется песня, которая пугает его. Дети вновь отправляются в прошлое и встречают не только своих прежних знакомых, но и Джессику — будущую мать Харпер. Оказывается, нынешних взрослых в прошлом связывали чувства, и они продолжают что-то скрывать... |            |                                                                          |                    |                    |                 |
| 4 | 4          | «Время расплаты» «Time To Face The Music»                                | Патрисия Кардосо   | Линдси Клингеле    | 22 января 2021  |
| Приезжает дедушка Гриффина. Оказывается, у него весьма непростые отношения с сыном. Близнецы находят старую видеокамеру и пытаются заснять на нее привидение Саванны. Гриффин в прошлом подружился со своим отцом, а вот Харпер подозревает, что это её будущая мама, влюбленная в Бена и кипящая от ревности, виновата в грядущей пропаже Саванны. Бен-младший выступает на конкурсе талантов. В нашем времени матери хватились Гриффина и Харпер, которые прогуляли уроки. |            |                                                                          |                    |                    |                 |
| 5 | 5          | «Петрушка, шалфей, розмарин и тимьян» «Parsley, Sage, Rosemary And Time» | Патрисия Кардосо   | Р. Ли Флемминг-мл. | 29 января 2021  |
| Близится день, когда пропала Саванна. Близнецы пытаются вызвать привидение Саванны, а Гриффин и Харпер вновь путешествуют во времени и встечаются с ней. Гриффин хочет показать ей правду, но его планшет не работает в прошлом. Харпер боится, что Джесс навредит Саванне. Вечером на танцах все идет не по плану. |            |                                                                          |                    |                    |                 |
| 6 | 6          | «Искаженное время» «Time Warped»                                         | Роберт Дж. Метойер | Елена Сонг         | 5 февраля 2021  |
| Гриффин и Харпер пытаются не спускать глаз с Саванны, чтобы предотвратить ее исчезновение. Они хотят объясниться с Джесс, но та сдает их вожатым, и ребятам приходится бежать. Саванна вызывается на спор провести ночь в подвале лагеря, куда все опасаются ходить. Гриффин и Харпер в нашем времени узнают, что Саванна по прежнему числится пропавшей, но не могут вернуться в прошлое из-за того, что во всем городке отключили свет, и портал во времени не работает. |            |                                                                          |                    |                    |                 |
| 7 | 7          | «Давно пропавшая» «Long Time Gone»                                       | Роберт Дж. Метойер | Кэтрин Кернс       | 12 февраля 2021 |
| Родители запрещают Гриффину и Харпер видеться, но те дожидаются, когда электричество восстановят, и вновь тайком сбегают в прошлое. Перед этим Харпер вынудила мать признаться, что та была в лагере в тот роковой день. Пока в настоящем мать Харпер разыскивает дочь с полицией, в прошлом Харпер и Гриффина арестовывают, поскольку никто не знает, что это за дети и откуда они взялись. Сидя в полицейской машине, они слышат, как дедушка, Беннетт-старший, велит своему сыну-подростку никогда и ни с кем не говорить о том, что случилось, и решают, что это Беннетт-младший виноват в исчезновении Саванны — тем более, что будущий отец Гриффина и сам во всем винит себя. |            |                                                                          |                    |                    |                 |
| 8 | 8          | «Повернуть бы время вспять» «If I Could Turn Back Time»                  | Мэри Лу Белли      | Трейси Томсон      | 19 февраля 2021 |
| Наши узники сбегают из полицейской машины, находят Джесс и требуют объяснений. Та рассказывает, как подбила Саванну на пари. Ребята обследуют подвал и понимают, что Саванна тоже могла найти портал во времени, как и они. Он тоже ведет на 30 лет назад: из подвала в 1990 году они попадают в 1960 г. Лагерь еще не открыт. В отеле друзья находят Саванну, которая уверена, что это какой-то розыгрыш. В конце концов, они убеждают Саванну последовать за ними, но в момент перехода на крышку люка падает дерево, и дети не могут ее поднять. Саванна остается в 60-м. |            |                                                                          |                    |                    |                 |
| 9 | 9          | «Время идёт» «As Time Goes By»                                           | Мэри Лу Белли      | Елена Сонг         | 26 февраля 2021 |
| Гриффин и Харпер вынуждены вернуться домой без Саванны. В отеле происходит какой-то полтергейст, и семья решает вернуться в Чикаго. Харпер под видом тяги к учебе просит помощи у учительницы, и та ведет ее в школьный зал микрофильмов. порывшись в архивах, девушка находит кадры с Саванной, присутствующей на торжественном открытии Тремонта в 1962 году. Беннетт идет к домику на дереве, который любила Саванна, и рассказывает Саре, как все было на самом деле и почему он винит во всем себя. В тайном убежище Гриффин и Харпер следуют чьим-то подсказкам — они уверены, что это Саванна им помогает. |            |                                                                          |                    |                    |                 |
| 10 | 10         | «Лучше поздно, чем никогда» «No Time Like The Present»                   | Чарльз Прэтт-мл.   | Р. Ли Флемминг-мл. | 5 марта 2021    |
| Следуя подсказкам, Гриффин и Харпер учатся выставлять время перемещения и отправляются в 1962 год. Харпер не пускают в отель, потому что она чернокожая. Наконец, им удается встретиться с Саванной. Та рассказывает, что ее удочерили и она наконец-то обрела любящую семью. Теперь, когда она знакома с путешествиями во времени, ребята признаются, кто они на самом деле, и зовут девушку с собой, но она решает остаться. Чтобы избавить Беннетта от чувства вины, она оставляет ему записку в тайнике, а дети подстраивают так, чтобы он ее нашел и прочитал. Сара решает, что семья остается в Салфер-Спрингс. Харпер пользуется новыми возможностями портала, чтобы вернуться в день гибели своего отца и спасти его. Зои и Уайятт вновь встречаются с привидением: кресло-качалка в доме начинает раскачиваться само по себе.                                                                      |            |                                                                          |                    |                    |                 |
| 11 | 11         | «Раз за разом» «Time After Time»                                         | Чарльз Прэтт-мл.   | Чарльз Прэтт-мл.   | 12 марта 2021   |
| Харпер в 2011 году пытается спасти отца. Ей кажется, что все получилось, но по возвращении она обнаруживает, что его по-прежнему нет в живых. Постепенно Харпер понимает, что обстоятельства его смерти были совсем другими, но она вытеснила их из памяти, пытаясь оправиться от пережитого шока. Близнецы рассказывают Гриффину про привидение в кресле. Некто невидимый поднимается из качалки и, оставляя мокрые следы на полу, спускается в подвал. Гриффин следует за ним и находит в убежище расстроенную Харпер. В этот момент из портала появляется Саванна. Оказывается, она нашла в кладовке фото девушки, похожей на Харпер, датированное 1930-м годом, и решила, что в этом деле надо разобраться. Друзья отправляются в 30-й год. Тремонт еще не стал отелем. Друзья пробираются в дом, чуть не сталкиваются с пожилым хозяином, бегут — и сталкиваются лицом к лицу с девушкой с фотографии. |            |                                                                          |                    |                    |                 |

### Сезон 2 (2022)
| № общий | № в сезоне | Название                                                  | Режиссёр              | Автор сценария    | Дата премьеры   |
| ------- | ---------- | --------------------------------------------------------- | --------------------- | ----------------- | --------------- |
| 12      | 1          | «Время покажет» «Only Time Will Tell»                     | Чарльз Пратт-мл.      | Трейси Томсон     | 14 января 2022  |
| 13      | 2          | «Некогда объяснять» «No Time To Waste»                    | Чарльз Пратт-мл.      | Чарльз Пратт-мл.  | 14 января 2022  |
| 14      | 3          | «Время вышло» «Time Out»                                  | Кристин Уинделл       | Р. Ли Флеминг-мл. | 21 января 2022  |
| 15      | 4          | «Не в том месте, не в то время» «Wrong Place, Wrong Time» | Кристин Уинделл       | Линдси Клингеле   | 28 января 2022  |
| 16      | 5          | «Всё дело во времени» «'It's About Time'»                 | Моренике Джоэла Эванс | Кармен Корреа     | 4 февраля 2022  |
| 17      | 6          | «Решающий момент» «Crunch Time»                           | Моренике Джоэла Эванс | Кэролайн Ренар    | 11 февраля 2022 |
| 18      | 7          | «Пора заканчивать» «Check-Out Time»                       | Роберт Дж. Метойер    | Чарльз Пратт-мл.  | 18 февраля 2022 |
| 19      | 8          | «Время играет против нас» «Time Is Not On Our Side»       | Роберт Дж. Метойер    | Трейси Томсон     | 25 февраля 2022 |

### Сезон 3(2023)
| Номер общий | Номер в сезоне | Название                                       | Дата выхода    | Описание |
| ----------- | -------------- | ---------------------------------------------- | -------------- | --- |
| 20          | 1              | "Время не позволит мне" "Time Won't Let Me"    | 24 марта 2023  | Находясь в ловушке будущего, Гриффин узнает, что призрак разрушает их жизнь; Харпер и Саванна пытаются вернуть Гриффина в настоящее.                           |
| 21          | 2              | "Время в кристалле" "Time in a Crystal"        | 24 марта 2023  | Харпер и Саванна забирают Гриффина из будущего; Сэм и Гриффин узнают правду; В 2024 году Тофер находится в коме; близнецы и Тофер почти ловят призрак Саванны. |
| 22          | 3              | "Время закрытия" "Closing Time"                | 31 марта 2023  | Близнецы попадают в прошлое и находят Саванну. Гриффин и Харпер понимают, что им нужно вернуться в 1947 год, когда Бен делает вход в бункер закрытым.          |
| 23          | 4              | "Плохой судья времени" "Bad Judge of Time"     | 7 апреля 2023  | Дети узнают, что призрак слушает их и меняет свои злонамеренные планы.                                                                                         |
| 24          | 5              | "Время никого не ждет" "Time Waits For No One" | 14 апреля 2023 | В 1947 году Харпер и Гриффин встречают Руби, и Сара становится все более и более напуганной призраком.                                                         |
| 25          | 6              | "Время показывает все" "Time Reveals All"      | 21 апреля 2023 | Возвращаясь в прошлое, Гриффин и Харпер наблюдают за разворачивающимся убийством. Близнецы и Тофер обращаются за помощью к неведомо знакомому человеку.        |
| 26          | 7              | "Время крика" "Scream Time"                    | 28 апреля 2023 | Пришло время избавиться от призрака. |
| 27          | 8              | "Ник времени" "Nick of Time"                   | 5 мая 2023     | Призрак может уйти, но будет ли спасено их будущее? |

## Критика и отзывы
Рейтинг IMDb — 7,6 из 10.
Рейтинг MyShows.me — 4.07 из 5 

## Локации
Сериал снимался в Новом Орлеане.

## Награды и номинации
| Год  | Премия                                                             | Категория                                                                              | Результат    |
| ---- | ------------------------------------------------------------------ | -------------------------------------------------------------------------------------- | ------------ |
| 2022 | Детская и семейная премии "Эмми" Children's and Family Emmy Awards | Выдающийся детский или семейный сериал Outstanding Children's or Family Viewing Series | Номинирована |